# 31 مارس
- السبت
- الأحد
- الاثنين
- الثلاثاء
- الأربعاء
- الخميس
- الجمعة

- 11 رمضان 1446  هـ
- 22 رمضان 1446  هـ
- 33 رمضان 1446  هـ
- 44 رمضان 1446  هـ
- 55 رمضان 1446  هـ
- 66 رمضان 1446  هـ
- 77 رمضان 1446  هـ
- 88 رمضان 1446  هـ
- 99 رمضان 1446  هـ
- 1010 رمضان 1446  هـ
- 1111 رمضان 1446  هـ
- 1212 رمضان 1446  هـ
- 1313 رمضان 1446  هـ
- 1414 رمضان 1446  هـ
- 1515 رمضان 1446  هـ
- 1616 رمضان 1446  هـ
- 1717 رمضان 1446  هـ
- 1818 رمضان 1446  هـ
- 1919 رمضان 1446  هـ
- 2020 رمضان 1446  هـ
- 2121 رمضان 1446  هـ
- 2222 رمضان 1446  هـ
- 2323 رمضان 1446  هـ
- 2424 رمضان 1446  هـ
- 2525 رمضان 1446  هـ
- 2626 رمضان 1446  هـ
- 2727 رمضان 1446  هـ
- 2828 رمضان 1446  هـ
- 2929 رمضان 1446  هـ
- 301 شوال 1446  هـ
- 312 شوال 1446  هـ
- 13 شوال 1446  هـ
- 24 شوال 1446  هـ
- 35 شوال 1446  هـ
- 46 شوال 1446  هـ

31 مارس أو 31 آذار أو يوم 31 \ 3 (اليوم الحادي والثلاثون من الشهر الثالث) هو اليوم التسعون (90) من السنة البسيطة، أو اليوم الحادي والتسعون (91) من السنوات الكبيسة وفقًا للتقويم الميلادي الغربي (الغريغوري). يبقى بعده 275 يوما لانتهاء السنة.

## أحداث
- 1146 ـ برنار دي كليرفو يلقي خطبته الشهيرة في أحد حقول فيزيلاي محرضًا على القيام بالحملة الصليبية الثانية، وذلك بحضور لويس السابع ملك فرنسا.
- 1492 -  ملك إسبانيا الكاثوليكي فرناندو الثاني والملكة إيزابيلا الأولى يصدر «مرسوم الحمراء»، الذي نص على طرد كل اليهود من مملكة إسبانيا وأقاليمها قبل 31 تموز 1492.
- 1866 - البحرية الملكية الإسبانية تقصف «ميناء فالباريسو» في تشيلي.
- 1889 - الافتتاح الرسمي لبرج ايفل.
- 1909 - بدء بناء سفينة تايتنك الشهيرة.
- 1917 - الولايات المتحدة الأمريكية تستحوذ على جزر الهند الغربية الدنماركية بعد دفع مبلغ 25 مليون دولار إلى الدنمارك وتعيد تسميتها إلى جزر العذراء الأمريكية.
- 1921 - تشكيل سلاح الجو الملكي الأسترالي.
- 1931 - زلزال مدمر يضرب مدينة ماناغوا عاصمة نيكاراغوا أدى إلى تدميرها ومصرع 3000 شخص.
- 1934 - تأسيس الحزب الشيوعي العراقي.
- 1947 - إعدام مؤسس جمهورية مهاباد قاضي محمد.
- 1979 - انسحاب آخر جندي بريطاني من جزيرة مالطة، وإعلان استقلال الجزيرة.
- 1991 - الجورجيون يصوتون لصالح انفصال جورجيا عن الاتحاد السوفيتي.
- 1994 - مجلة نيتشر تنشر صور لأول جمجمة كاملة لأوسترالوبيثيكوس أفارينيسيس.
- 2004 - مستوطنون إسرائيليون يستولون على عمارتين في حي سلوان المحاذي للمسجد الأقصى لتشديد الحصار وتهويد محيط المسجد.
- 2009 -
  - بدأ انسحاب القوات البريطانية رسميًا من العراق بعد ست سنوات من تواجدها في جنوب العراق.
  - الحكومة الإسرائيلية برئاسة بنيامين نتنياهو تحوز على ثقة الكنيست.
- 2014 -
  - وفاة ما لا يقل عن 70 شخصًا في تفشي وباء إيبولا في غرب أفريقيا.
  - رئيس الوزراء الفرنسي جان مارك أيرولت يستقيل من منصبه بعد التراجع الكبير للحزب الاشتراكي الحاكم في الانتخابات البلدية أمام الأحزاب اليمينية وأبرزها الاتحاد من أجل حركة شعبية، وتعيين وزير الداخلية مانوال فالس رئيسا للوزراء.
- 2019 - انعقاد القمة العربية الثلاثين في تونس العاصمة.
- 2020 - سرقة لوحة حديقة القسيس في نيونيين، للرسام العالمي فان جوخ في يوم ميلاده، من متحف سينجر لارين في مدينة لارين في شمالي هولندا.

## مواليد
- 1519 - الملك هنري الثاني، ملك فرنسا.
- 1596 - رينيه ديكارت، فيلسوف فرنسي.
- 1732 - جوزيف هايدن، موسيقي نمساوي.
- 1819 - الأمير شلودفيغ، مستشار ألمانيا.
- 1841 - أحمد عرابي، قائد وزعيم مصري.
- 1872 - ألكساندرا كولونتاي، سياسية سوفيتية.
- 1893 - محمد صبري أبو علم، محامي وسياسي مصري.
- 1890 - وليم لورنس براغ، عالم فيزياء أسترالي حاصل على جائزة نوبل في الفيزياء عام 1915.
- 1906 - شينيتشيرو توموناغا، عالم فيزياء ياباني حاصل على جائزة نوبل في الفيزياء عام 1965.
- 1914 - أكتافيو باث، أديب مكسيكي حاصل على جائزة نوبل في الأدب عام 1990.
- 1917 - عايدة فهمي، ناشطة اجتماعية وحقوق المرأة ونقابية عمالية مصرية.
- 1927 - فلاديمير إليوشن، طيار اختباري روسي.
- 1931 - آدم حنين، نحات ورسام مصري.
- 1931 - عمر حجو، ممثل سوري.
- 1934 - كارلو روبيا، عالم فيزياء إيطالي حاصل على جائزة نوبل في الفيزياء عام 1984.
- 1939 - زفياد جامساخورديا، رئيس جورجيا الأول.
- 1940 - حمدان عاشور، سياسي فلسطيني ووزير سابق.
- 1941 - لويس إغنارو، عالم أدوية أمريكي حاصل على جائزة نوبل في الطب عام 1998.
- 1943 - كريستوفر واكن، ممثل أمريكي.
- 1948 - آل جور، نائب رئيس الولايات المتحدة من عام 1993 إلى 2001 حاصل على جائزة نوبل للسلام عام 2007.
- 1952 - تاج الدين نوفل، شاعر، كاتب وباحث ومقدم برامج مصري.
- 1969 - نيامكو سابوني، سياسية سويدية
- 1971 - إيوان مكريغور، ممثل اسكتلندي.
- 1977 - محمد القس، ممثل سوري.
- 1980 - مايا ساكاموتو، ممثلة أداء صوتي يابانية.
- 1982 -
  - تال بن حاييم، لاعب كرة قدم إسرائيلي.
  - فيليب مكسيس، لاعب كرة قدم فرنسي.
- 1987 - إيمي سمير غانم، ممثلة مصرية.
- 1988 - هوغان إبراهيم، لاعب كرة قدم إنجليزي.
- 1989 - شيماء جناحي، ممثلة بحرينية.

## وفيات
- 1547 - الملك فرانسوا الأول، ملك فرنسا.
- 1567 - فيليب الأول لاندغراف هسن، رائد الإصلاح البروتستانتي.
- 1727 - إسحاق نيوتن، عالم رياضيات وفيزياء إنجليزي ومكتشف الجاذبية.
- 1837 - جون كونستابل، رسام إنجليزي.
- 1917 - إميل فون بهرنغ، طبيب ألماني حاصل على جائزة نوبل في الطب عام 1901
- 1935 - حسن كامل الصباح، مخترع لبناني في الهندسة الكهربائية.
- 1945 - هانس فيشر، عالم كيمياء عضوية ألماني حاصل على جائزة نوبل في الكيمياء عام 1930.
- 1974 - كارل هوهمان، لاعب ومدرب كرة قدم ألماني.
- 1978 ـ تشارلز بست، عالم طبي كندي اشترك في اكتشاف هرمون الإنسولين.
- 1986 - جيري باريس، ممثل أمريكي.
- 1995 - سيلينا، مغنية مكسيكية / أمريكية.
- 2001 - كليفورد شال، عالم فيزياء أمريكي حاصل على جائزة نوبل في الفيزياء عام 1994.
- 2009 - سلطان الشاعر، ممثل وشاعر إماراتي.
- 2012 - سيد عبد الكريم، ممثل مصري.
- 2016 -
  - زها حديد، معمارية بريطانية / عراقية.
  - إيمري كيرتيس، كاتب مجري حائز على جائزة نوبل للآداب.
- 2020 - عبد الحليم خدام، سياسي سوري.
- 2021 - كمال الجنزوري، سياسي مصري.
- 2022 - السر قدور، شاعر سوداني.
- 2025 - إيناس النجار، ممثلة تونسية.

## أعياد ومناسبات
- يوم الحرية في مالطة.
- يوم ذكرى الملك راما الثالث في تايلاند.
- يوم الجيولوجيين في دول الاتحاد السوفيتي.
- يوم الانتقال في جزر العذراء الأمريكية.

## وصلات خارجية
- النيويورك تايمز: حدث في مثل هذا اليوم.
- BBC: حدث في مثل هذا اليوم.